# 中佐世保駅
中佐世保駅（なかさせぼえき）は、長崎県佐世保市島瀬町にある松浦鉄道西九州線の駅である。隣の佐世保中央駅との営業キロは0.2 Kmで、鉄道線では筑豊電気鉄道黒崎駅前 - 西黒崎間と並んで短い。

## 歴史
- 1961年（昭和36年）7月15日：国鉄松浦線の駅として新設[1]。
- 1970年（昭和45年）10月1日：無人駅化[2]。
- 1987年（昭和62年）4月1日：国鉄分割民営化に伴い、JR九州松浦線の駅となる[1]。
- 1988年（昭和63年）4月1日：第三セクター松浦鉄道への転換に伴い、同社西九州線の駅となる[1]。

## 駅構造

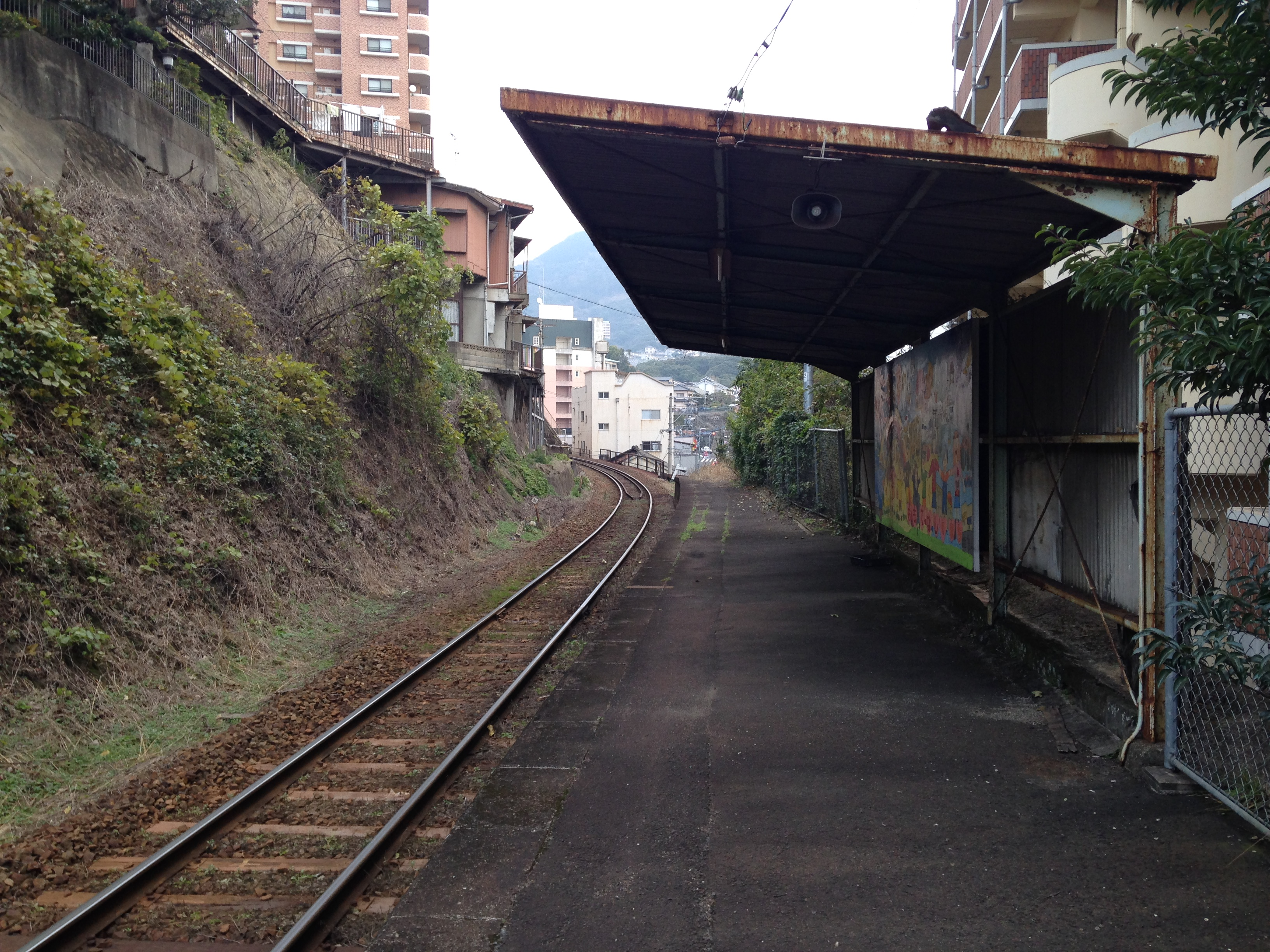
ホーム（2014年12月）

単式ホーム1面1線を有する高架駅。無人駅で駅舎は無いが、待合室がある。上記の通り佐世保中央駅との区間が非常に短いため、佐世保行きの列車が当駅を発車するとすぐに次の停車駅のアナウンスが流れる。

## 利用状況
2023年度の1日平均乗降人員は207人である。
| 年度               | 1日平均 乗降人員 |
| ------------------ | ---------------- |
| 2019年（令和元年） | 178              |
| 2020年（令和02年） | 145              |
| 2021年（令和03年） | 150              |
| 2022年（令和04年） | 156              |
| 2023年（令和05年） | 207              |

## 駅周辺
- 佐世保市体育文化館（コミュニティセンターホール）
- 佐世保市立図書館
- 佐世保市立祇園小学校
- 佐世保市立祇園中学校
- 佐世保市博物館島瀬美術センター
- 佐世保郵便局
- 長崎地方裁判所佐世保支部
- 長崎家庭裁判所佐世保支部
- 佐世保簡易裁判所
- 長崎地方検察庁佐世保支部
- 佐世保中央公園
- 交通安全学習館
- 九州電力名切変電所
- エレナ 京坪店

## 隣の駅
松浦鉄道
■西九州線
快速
通過
普通
北佐世保駅 - 中佐世保駅 - 佐世保中央駅